# Dipinacia
Dipinacia is een geslacht van vlinders van de familie uilen (Noctuidae), uit de onderfamilie Hadeninae.

## Soorten
- D. athetica Dognin, 1916
- D. schiniodes Dognin, 1907